# Pseudobarbella javanica
Pseudobarbella javanica là một loài Rêu trong họ Meteoriaceae. Loài này được (Bosch & Sande Lac.) Nog. miêu tả khoa học đầu tiên năm 1972.